# Clermont Foot 63 2011-2012
Questa voce raccoglie le informazioni riguardanti il Clermont Foot 63 nelle competizioni ufficiali della stagione 2011-2012. 

## Rosa
| N. |                           | Ruolo | Calciatore          |
| -- | ------------------------- | ----- | ------------------- |
| 1  | Francia (bandiera)        | P     | Jessy Moulin        |
| 2  | Camerun (bandiera)        | D     | Charley Fomen       |
| 3  | Francia (bandiera)        | D     | Antoine Jouan       |
| 4  | Francia (bandiera)        | D     | Cédric Avinel       |
| 5  | Francia (bandiera)        | D     | Damien Perrinelle   |
| 6  | Camerun (bandiera)        | C     | Eugène Ekobo        |
| 7  | Francia (bandiera)        | C     | Nicolas Bayod       |
| 8  | Brasile (bandiera)        | C     | Moreira             |
| 9  | Francia (bandiera)        | A     | Romain Armand       |
| 10 | Rep. del Congo (bandiera) | C     | Cédric Lubasa       |
| 11 | Francia (bandiera)        | C     | Romain Alessandrini |
| 12 | Francia (bandiera)        | A     | Mana Dembélé        |
| 13 | Francia (bandiera)        | D     | Cédric Bockhorni    |
| 15 | Francia (bandiera)        | C     | Guillaume Moullec   |

| N. |                    | Ruolo | Calciatore            |
| -- | ------------------ | ----- | --------------------- |
| 16 | Francia (bandiera) | P     | Mehdi Jeannin         |
| 18 | Francia (bandiera) | A     | Jean-François Rivière |
| 19 | Francia (bandiera) | D     | Loïck Landre          |
| 20 | Francia (bandiera) | D     | Jacques Salze         |
| 21 | Francia (bandiera) | D     | Damien Robin          |
| 22 | Francia (bandiera) | C     | Yacouba Sylla         |
| 23 | Francia (bandiera) | D     | Marvin Esor           |
| 25 | Francia (bandiera) | D     | Rachid Hamdani        |
| 28 | Francia (bandiera) | A     | Florent Sauvadet      |
| 29 | Francia (bandiera) | C     | Medhi Namli           |
| 30 | Francia (bandiera) | P     | Fabien Farnolle       |
| 32 | Francia (bandiera) | C     | Hugo Vidémont         |
| 33 | Francia (bandiera) | A     | Souleiman Djabour     |
| 34 | Francia (bandiera) | C     | Jordan Millot         |

## Risultati

### Coppa di Francia
| Arbitro: | Bep Thomas |

|  |                      |  |
|  | Tiri di rigore 5 – 3 |  |

### Coupe de la Ligue
| Arbitro: | Christian Guillard |

|                                               |           |  |
| Ludovic Baal 23’ Eduardo 73’ Samba Sow 90'+5’ | Marcatori |  |

### Ligue 2
| Arbitro: | Dominique Julien |

|                     |           |                                                      |
| Nicolas Pallois 85’ | Marcatori | 33’ (aut.) Nicolas Pallois 67’ Jean-François Rivière |

| Arbitro: | Frank Schneider |

|  |           |                 |
|  | Marcatori | 50’ Bakary Koné |

| Arbitro: | Florent Batta |

|                    |           |                                                   |
| Abdoulay Diaby 69’ | Marcatori | 46’ Romain Alessandrini 54’ Jean-François Rivière |

| Arbitro: | Sébastien Desiage |

|                                           |           |  |
| Mana Dembélé 8’ Jean-François Rivière 14’ | Marcatori |  |

| Arbitro: | Tony Chapron |

|                         |           |                                |
| David Suarez 38’ (rig.) | Marcatori | 65’ (rig.) Romain Alessandrini |

| Arbitro: | Mikael Lesage |

|                                                     |           |                   |
| Jean-François Rivière 67’ Jean-François Rivière 70’ | Marcatori | 23’ Rémi Fournier |

| Arbitro: | Hakim Ben El Hadj |

|  |           |                                     |
|  | Marcatori | 32’ Romain Armand 74’ Romain Armand |

| Arbitro: | Didier Falcone |

|  |           |                    |
|  | Marcatori | 29’ Diego Rigonato |

| Arbitro: | Amaury Delerue |

|                     |           |  |
| Papy Djilobodji 29’ | Marcatori |  |

| Arbitro: | Yohann Rouinsard |

|                          |           |  |
| Jean-François Rivière 7’ | Marcatori |  |

| Arbitro: | Florent Batta |

|  |           |                                                     |
|  | Marcatori | 48’ Jean-François Rivière 79’ Jean-François Rivière |

| Arbitro: | Sébastien Moreira |

|                                      |           |                                                          |
| Joris Sainati 1’ Laurent Agouazi 45’ | Marcatori | 19’ (rig.) Romain Alessandrini 36’ Jean-François Rivière |

| Arbitro: | Olivier Thual |

|                         |           |                    |
| Romain Alessandrini 10’ | Marcatori | 74’ Mohamed Camara |

| Arbitro: | Lionel Jaffredo |

|  |           |                                                   |
|  | Marcatori | 34’ Romain Alessandrini 40’ Jean-François Rivière |

| Arbitro: | Said Ennjimi |

|                              |           |  |
| Matthieu Fontaine 34’ (aut.) | Marcatori |  |

| Arbitro: | William Lavis |

|  |           |                 |
|  | Marcatori | 73’ Mehdi Namli |

| Arbitro: | Hakim Ben El Hadj |

|                 |           |                                             |
| Marvin Esor 35’ | Marcatori | 17’ Ovidy Karuru 81’ (rig.) Aurélien Capoue |

| Monaco 20 dicembre 2011, ore 20:20 18ª giornata | Monaco            | 0 – 0 referto | Clermont Foot | Stade Louis-II (4.240 spett.)\| Arbitro: \| Nicolas Rainville \| |
| Arbitro:                                        | Nicolas Rainville |               |               |                                                                  |

| Arbitro: | Benoît Bastien |

|                                         |           |                     |
| Eugène Ekobo 8’ Romain Alessandrini 72’ | Marcatori | 6’ Lamine Djaballah |

| Arbitro: | Florent Batta |

|                                           |           |                      |
| David Pollet 57’ (rig.) Julien Toudic 60’ | Marcatori | 90'+1’ Romain Armand |

| Arbitro: | Sébastien Desiage |

|                                        |           |                       |
| Mana Dembélé 45'+2’ Benjamin Morel 74’ | Marcatori | 23’ Toifilou Maoulida |

| Arbitro: | Bartolomeu Varela |

|                                                   |           |                          |
| Jérôme Lafourcade 70’ Maxime Bourgeois 74’ (rig.) | Marcatori | 22’ (rig.) Romain Armand |

| Clermont-Ferrand 6 marzo 2012, ore 19:00 23ª giornata | Clermont Foot   | 0 – 0 referto | Arles-Avignon | Stadio Gabriel Montpied (4.312 spett.)\| Arbitro: \| Frank Schneider \| |
| Arbitro:                                              | Frank Schneider |               |               |                                                                         |

| Arbitro: | Didier Falcone |

|                                              |           |                  |
| Charley Fomen 81’ (aut.) Ali Gherieni 90'+2’ | Marcatori | 71’ Mana Dembélé |

| Clermont-Ferrand 24 febbraio 2012, ore 20:20 25ª giornata | Clermont Foot | 0 – 0 referto | Nantes | Stadio Gabriel Montpied (5.792 spett.)\| Arbitro: \| Mikael Lesage \| |
| Arbitro:                                                  | Mikael Lesage |               |        |                                                                       |

| Arbitro: | Dominique Julien |

|                                        |           |                                        |
| David Fleurival 35’ Stéphane Besle 48’ | Marcatori | 8’ Romain Alessandrini 28’ Marvin Esor |

| Arbitro: | Ludovic Remy |

|                  |           |                      |
| Mana Dembélé 71’ | Marcatori | 90'+2’ Idrissa Sylla |

| Arbitro: | Stéphane Jochem |

|                                       |           |                                        |
| Jacques Salze 40’ Mana Dembélé 90'+1’ | Marcatori | 43’ Nassim Akrour 90'+4’ Nassim Akrour |

| Arbitro: | Stéphane Lannoy |

|                                            |           |                                        |
| Marcos 21’, 71’ (rig.) Raphaël Cacérès 67’ | Marcatori | 45'+1’ Cédric Avinel 52’ Jacques Salze |

| Arbitro: | Yohann Rouinsard |

|                                  |           |                   |
| Mehdi Namli 55’ Romain Saïss 65’ | Marcatori | 12’ Walid Mesloub |

| Arbitro: | Alexandre Castro |

|                                  |           |                                           |
| Floyd Ayité 45’ Cédric Fauré 85’ | Marcatori | 2’ Benjamin Morel 59’ Romain Alessandrini |

| Arbitro: | Ludovic Remy |

|                 |           |                                    |
| Mana Dembélé 3’ | Marcatori | 67’ Claudiu Keseru 71’ Diego Gómez |

| Arbitro: | Amaury Delerue |

|                   |           |                         |
| Enzo Réale 90'+4’ | Marcatori | 25’ Romain Alessandrini |

| Arbitro: | Fredy Fautrel |

|                         |           |  |
| Romain Alessandrini 78’ | Marcatori |  |

| Arbitro: | William Lavis |

|                    |           |                  |
| Yoann Touzghar 22’ | Marcatori | 44’ Mana Dembélé |

| Arbitro: | Tony Chapron |

|                                   |           |                     |
| Romain Alessandrini 90'+3’ (rig.) | Marcatori | 86’ Florentin Pogba |

| Arbitro: | Alexandre Castro |

|                                                                   |           |                  |
| Anthony Knockaert 30’ Christophe Mandanne 54’ Charly Charrier 83’ | Marcatori | 81’ Mana Dembélé |

| Arbitro: | Amaury Delerue |

|                                                      |           |  |
| Jean-François Rivière 22’ Nicolas Pallois 73’ (aut.) | Marcatori |  |